# Super T - Una schiappa alla riscossa
Super T - Una schiappa alla riscossa (SuperTorpe) è una serie televisiva argentina per ragazzi, con protagonisti Candela Vetrano e Pablo Martínez, andata in onda per due stagioni sulla rete televisiva latino-americana Disney Channel.
In Italia la prima stagione è stata trasmessa in prima visione su Disney Channel con il titolo SuperTorpe - Supergoffa, prima di approdare in chiaro su Boing con il nuovo titolo Super T - Una schiappa alla riscossa.
Dalla serie è stato tratto l'album intitolato La música de SuperTorpe contenente 12 tracce e pubblicato il 9 febbraio 2011, e alcuni concerti tenuti in Argentina, al Teatro Ópera, nel mese di novembre del 2011. Inoltre è stato creato un programma "bonus", Super Bonus, dedicato alla serie condotto da Stéfano de Gregorio.

## Trama
Poli possiede dei poteri che la fanno trasformare in Super T e che riuscirà a controllare grazie all'aiuto di suo fratello Filo, della sua migliore amica Mia e alla tata cinese Chin Chan. L'unico posto dove riesce a controllarli è nei sogni, dove riesce perfino a conquistare il ragazzo che le piace, Félix.

## Personaggi e interpreti

### Principali
- Poli Truper (stagioni 1-2), interpretata da Candela Vetrano, doppiata da Joy Saltarelli.
È un adolescente comune dotata di una serie di poteri che non riesce a controllare. Nel corso della storia, si innamora di Félix, un giovane molto popolare che si è appena trasferito nel suo quartiere. Inoltre, scrive un blog, dove ci sono tutti i suoi segreti e le confessioni.
- Félix Tarner (stagioni 1-2), interpretato da Pablo Martínez, doppiato da Lorenzo De Angelis.
È lo studente più popolare della scuola, è un musicista. Innamorato di Poli, romantico e pieno di vita. Nonostante tutto ha una vita familiare complessa.
- Filo Truper (stagioni 1-2), interpretato da Facundo Parolari, doppiato da Gabriele Patriarca.
È il fratello di Poli è un genio tanto che ha saltato quattro anni di scuola, sa il cinese, l'inglese e l'argentino. È protetto da sua sorella ed è innamorato della sua migliore amica. Salva sempre sua sorella dai disastri che combina coprendola e aiutandola in casi estremi. Nella seconda stagione si innamora di Anita.
- Mia Nichols (stagioni 1-2), interpretata da Olivia Viggiano, doppiata da Laura Amadei.
È la migliore amica e complice degli errori di Poli. Lei ama la moda e disegna i suoi vestiti.
- Chin Chan (stagioni 1-2), interpretata da Chen Min, doppiata da Monica Bertolotti.
È la bambinaia di Poli e Filo, ma in realtà è specializzata in super poteri e diventa l'allenatrice di Super Torpe. Molto agile e brava nelle arti marziali, la sua famiglia allena i supereroi da generazioni.

### Secondari
- Rafael Tarner (stagioni 1-2), interpretato da Fabián Pizzorno, doppiato da Teo Bellia.
È lo zio scapolo di Félix, è molto severo con lui, non lo lascia neppure praticare la propria musica. Appartiene ad una organizzazione malvagia e vuole conquistare la madre di Poli, che era la sua ragazza durante l'adolescenza.
- Gloria Truper (stagioni 1-2), interpretata da Adriana Salonia, doppiata da Anna Cesareni.
È la mamma di Poli e Filo, è vedova, ed è completamente all'oscuro dei poteri di sua figlia.
- Miss Spina (stagioni 1-2), interpretata da Pia Uribelarrea.
È la direttrice della scuola frequentata da ragazzi ed una malvagia zitella, amante della disciplina, è offuscata da Rafael del quale esegue tutti gli ordini.
- Anita (stagioni 1-2), interpretata da Lourdes Mansilla, doppiata da Agnese Marteddu.
È un'amica di Filo del quale è innamorata. Lo asseconda sempre nei suoi esperimenti e anche se è sempre a contatto con Poli non sa dei suoi poteri.
- Mora (stagione 2), interpretata da Nicole Luis, doppiata da Benedetta Ponticelli.
È un'amica di Felix, suona molto bene la chitarra e cerca in tutti i modi di allontanare Poli da Félix.

## Episodi
| Stagione         | Episodi | Prima TV Argentina | Prima TV Italia |
| ---------------- | ------- | ------------------ | --------------- |
| Prima stagione   | 26      | 2011               | 2013            |
| Seconda stagione | 26      | 2011               | 2015            |

## Colonna sonora

### Tracce
1. Candela Vetrano – SuperTorpe
2. Candela Vetrano – Mírame
3. Candela Vetrano e Pablo Martínez – Volar al cielo
4. Candela Vetrano – Por vos
5. Candela Vetrano e Olivia Viggiano – Amiga mía
6. Candela Vetrano – Tantas cosas
7. Candela Vetrano e Pablo Martínez – Junto al fin
8. Candela Vetrano, Pablo Martínez, Facundo Parolari, Olivia Viggiano e Chen Min – Soy como soy
9. Candela Vetrano – Podría ser feliz
10. Pablo Martínez – Día perfecto
11. Candela Vetrano – Gracias
12. Candela Vetrano e Pablo Martínez – Por vos (Acustico)

## Trasmissione internazionale
| Paese           | Canale         | Titolo                               |
| --------------- | -------------- | ------------------------------------ |
| Argentina       | Disney Channel | SuperTorpe                           |
| Argentina       | Telefe         | SuperTorpe                           |
| Bolivia         | Disney Channel | SuperTorpe                           |
| Cile            | Disney Channel | SuperTorpe                           |
| Colombia        | Disney Channel | SuperTorpe                           |
| Costa Rica      | Disney Channel | SuperTorpe                           |
| Ecuador         | Disney Channel | SuperTorpe                           |
| El Salvador     | Disney Channel | SuperTorpe                           |
| Guatemala       | Disney Channel | SuperTorpe                           |
| Honduras        | Disney Channel | SuperTorpe                           |
| Messico         | Disney Channel | SuperTorpe                           |
| Nicaragua       | Disney Channel | SuperTorpe                           |
| Panama          | Disney Channel | SuperTorpe                           |
| Paraguay        | Disney Channel | SuperTorpe                           |
| Perù            | Disney Channel | SuperTorpe                           |
| Rep. Dominicana | Disney Channel | SuperTorpe                           |
| Uruguay         | Disney Channel | SuperTorpe                           |
| Venezuela       | Disney Channel | SuperTorpe                           |
| Brasile         | Disney Channel | Super T                              |
| Spagna          | Disney Channel | SuperTorpe                           |
| Italia          | Disney Channel | SuperTorpe - Supergoffa              |
| Italia          | Boing          | Super T - Una schiappa alla riscossa |
| Romania         | Nickelodeon    | Super T                              |

## Teatro
- SuperTorpe (2011)

## Premi e riconoscimenti
- 2012 - Premio Martín Fierro
  - Vinto - Miglior programma giovanile/infantile[5]
- 2012 - Kids' Choice Awards Argentina
  - Candidatura - Attrice preferita a Candela Vetrano[6]